# Mednarodna agencija za raziskave raka
Mednarodna agencija za raziskave raka (angl. International Agency for Research on Cancer - IARC, franc.  |Centre international de Recherche sur le Cancer , CIRC) je medvladna agencija, ki deluje v sklopu Svetovne zdravstvene organizacije Združenih narodov.
Osrednji urad IARC je v Lyonu v Franciji. Naloga agencije je voditi in usklajevati raziskave vzrokov za rak. Zbira tudi, hrani in objavlja podatke o pojavljanju raka po vsem svetu. Njena odgovornost so tudi monografije o rakotvornih učinkih pri ljudeh za številne učinkovine, zmesi in možnosti izpostavljenosti. Od ustanovitve dalje  IARC dobiva številne zahteve po seznamih snovi, za katere se ve ali sumi, da so rakotvorne za ljudi. Leta 1970 je posvetovalno telo IARC priporočilo, da ekspertne skupine pripravijo kompendij rakotvornih kemikalij; ta poročila IARC objavlja v okviru svojih monografij.
26. oktobra 2015 je IARC objavila poročilo, v katerem ugotavlja, da je uživanje predelanega mesa (na primer, slanina, šunka, hrenovke, klobase) ali rdečega mesa povezano z nekaterimi vrstami raka.

## Kategorije IARC
IARC razvršča učinkovine, zmesi in izpostavljenosti v pet kategorij. Upoštevati je pri tem treba, da razvrstitev temelji samo na trdnosti dokazov za rakotvornost, ne pa na relativnem povečanju tveganja za raka zaradi izpostavljenosti, ali na celokupni izpostavljenosti, ki je potreben, da povzroča raka. Na primer, snov, ki le zelo rahlo povečuje verjetnost raka in to šele ob dolgotrajni izpostavljenosti velikim odmerkom (pri čemer so dokazi za to rahlo povečanje močni), bo razvrščena v skupino 1, čeprav pri normalni uporabi snov ne predstavlja velikega tveganja.
- Skupina 1: snov je rakotvorna za ljudi.
- Skupina 2A: snov je verjetno rakotvorna za ljudi.
- Skupina 2B: snov je lahko da rakotvorna za ljudi.
- Skupina 3: snovi glede rakotvornosti za ljudi ni mogoče razvrstiti.
- Skupina 4ː snov verjetno ni rakotvorna za ljudi.[8]

Od leta 1971 je IARC raziskala 980 učinkovin in njih vplivnih količin; pri tem je kot rakotvorne identificirala 116 snovi (Skupina 1) in 360 kot potencialno rakotvornih za ljudi (Skupini 2A in 2B)
Raziskave na področju zdravljenja raka niso naloga IARC. V njenem žarišču je preprečevanje rakavih obolenj 
IARC sodeluje pri dokumentaciji in razvrščanju tumorskih bolezni in izdaja zbirko WHO z naslovom "Classification of tumors". Izdaje v tej zbirki so soglasen plod znanih mednarodnih strokovnjakov, s čimer agencija skuša poenotiti različne sisteme razvrščanja.
IARC je leta 2015 zavzela jasno stališče glede herbicida glifosata, ki ga je za razliko od organov EU in nemških organov razvrstila med verjetno rakotvorne snovi. Spor še traja, pričakuje se odločitev EU do srede leta 2016, ko se izteče dosedanje dovoljenje za snov .

## Drugi podatki o IARC
V centru agencije v Lyonu je poleg številnih gostov in pripravnikov redno zaposlenih okoli 300 znanstvenikov iz okoli 50 držav.  Dvoletni proračun agencije za leti 2016/2017, znaša nekaj nad 43 milijonov evrov. Poleg tega dobiva IARC za posamezne raziskovalne projekte dodatno financiranje, ki znaša letno okoli 13 milijonov EUR.